# 森岡俊男
森岡 俊男（もりおか としお、1909年8月25日 - 1979年10月29日）は、日本の実業家。関西電力元社長、会長。愛媛県松山市出身。

## 経歴・人物
1934年に早稲田大学法学部を卒業し、宇治川電気(のちの関西電力)に入社した。
取締役、専務、副社長を経て、1975年7月からは社長を務め、電源開発問題などに取り組むが、体調不良により1977年6月に辞任。労務畑が長く、荒れた労使関係の調整に尽力した。
日本万博博覧会協会理事、宇治電ビル会長、山陽電気鉄道取締役などを歴任した。
1968年10月に藍綬褒章を受章。
1979年10月29日脳血栓により京都市内の自宅で死去。70歳没。